# Bateria CR123

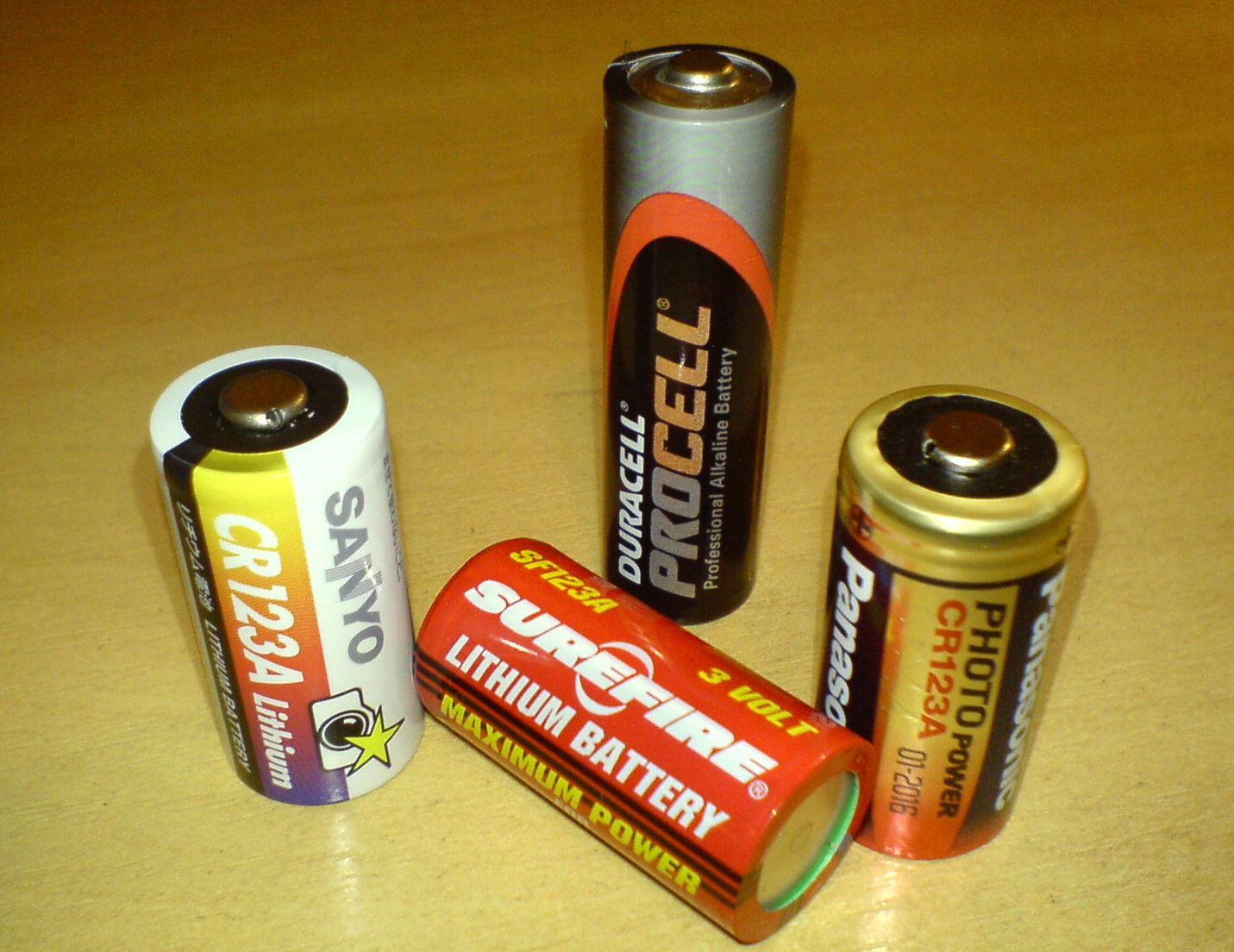
Baterie CR-123 różnych firm, z tyłu dla porównania bateria AA

Bateria CR123 – określenie komercyjnego ogniwa galwanicznego w kształcie walca o średnicy ok. 1,6 cm i o napięciu znamionowym 3,0 V. Stosowane w aparatach fotograficznych, oświetleniu taktycznym, laserowych modułach celowniczych, celownikach kolimatorowych, noktowizorach i celownikach noktowizyjnych, oraz w dalmierzach laserowych. Ogniwo ma długość ok. 34,2 mm, średnicy ok. 16,5 mm i wadze ok. 16,0 g. Charakteryzują się napięciem znamionowym 3,0 V i pojemnością rzędu 1300–1600 mAh przy rozładowaniu do 2,0 V. Napięcie początkowe dla obwodu otwartego wynosi około 3,2 V.  Od baterii CR2 różnią się większymi wymiarami.
Są również oznaczane CR123A, SF 123A (tak oznacza swoje baterie SureFire), DL123A (Duracell) lub EL123A (Energizer).
Chemicznie jest to ogniwo litowe Li/MnO2 (anoda: lit; elektrolit organiczny; katoda: dwutlenek manganu w postaci pasty). W trakcie rozładowania dwutlenek manganu (MnO2) jest redukowany (z czwartego do trzeciego stopnia utlenienia), a litowa anoda jest utleniana do kationów litu Li+. Elektrolitem jest nadchloran litu (LiClO4) rozpuszczony w mieszaninie węglanu propylenu i dimetoksyetanu. Podczas reakcji nie są wytwarzane żadne gazy, dzięki czemu nie wzrasta ciśnienie wewnątrz ogniwa, co zmniejsza ryzyko jego dehermetyzacji.
Ogniwa litowe są odporne na temperatury od −55 do +70 °C, i mają bardzo długi – 15-letni okres przydatności do użytku (w temperaturze pokojowej).
Akumulatory RCR-123
Na rynku dostępne są akumulatory litowo-jonowe typu 16340 (16 to średnica w mm, 34 to długość, 0 oznacza ogniwo o kształcie walca) o napięciu 3,6 V i pojemności od 600 do 880 mAh. Napięcie w pełni naładowanych akumulatorów tego typu wynosi 4,2 V, a do ich ładowania potrzebne są specjalne ładowarki do akumulatorów litowo-jonowych.
Inne akumulatory w rozmiarze 16340 to akumulatory LiFePO4 o napięciu nominalnym 3,0 V i napięciu początkowym 3,2 V. Ich pojemność wynosi około 500 mAh, ale są bardzo odporne na rozładowanie nawet prądem 10 A i mogą być wielokrotnie ładowane bez utraty pojemności. Do ich ładowania potrzebne są specjalne ładowarki – inne niż do akumulatorów litowo-jonowych.